# Egressy Béni
Egressy Béni (eredetileg Galambos Benjámin, Sajókazinc, 1814. április 21. – Pest, 1851. július 17.) zeneszerző, író, színész. A Szózat megzenésítője.

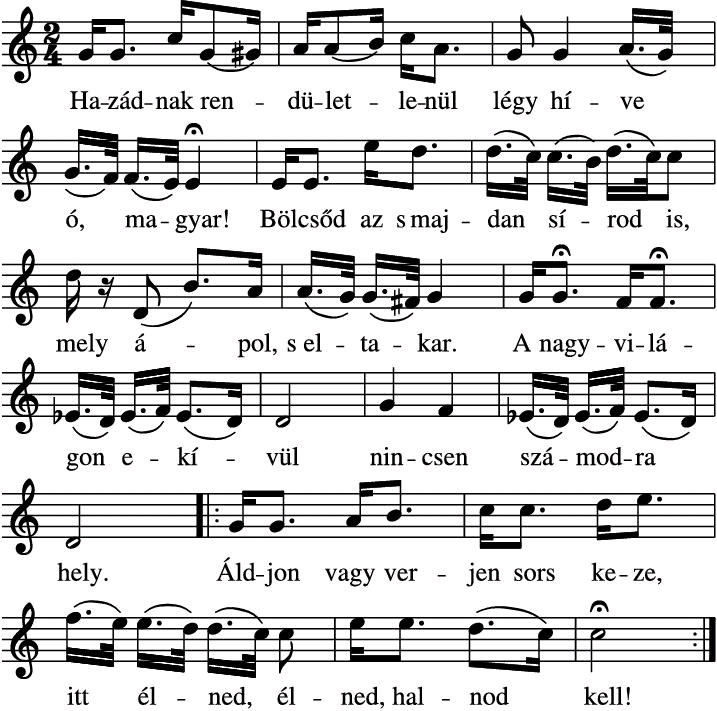
A Szózat zenekari kottája

## Élete
Nemes egresi Galambos Pál (néhol csak Egresi) református lelkipásztor és Juhász Julianna fia. Iskoláit a miskolci református gimnáziumban és a sárospataki református főiskolán végezte. Kedvezőtlen anyagi viszonyai miatt (apja időközben meghalt, özvegyet és hat gyermeket hagyván hátra) nem folytathatta iskoláit, 1833-ban Mezőcsáton iskolamesterséget vállalt; ez időből valók zsoltártanulmányai, melyekhez később mint színész is visszatért. Másodizben is Szepsiben, Abaúj vármegyében vállalt segédtanítói hivatalt és mint ilyen látogatta meg 1830-ban bátyját, Egressy Gábort, aki már akkor a kassai színtársulat tagja volt. E látogatás elhatározta jövőjét: kardalnoknak állott. 1834-ben a kassai és a kolozsvári társulattal lépett fel.
Mindaddig inkább hajlam vezette, mint a készültség biztos tudata. A színészi pályán tanult meg franciául, olaszul és németül. A hangjegytant csak hírből ismerte; ezért éjjel-nappal tanult, tenorrá akarta magát kiképezni és valódi művelt színésszé. Mindazonáltal nem hagyott föl tehetsége próbálgatásával a budai színpadon sem. Mikor a budai színtársulat 1837-ben Pestre, a Nemzeti Színházba költözött, minden reménye füstbe ment és 1838-ban Itáliába ment, hogy énekelni tanuljon. Havival gyalog indultak útnak, és megjárták Fiumét, Triesztet, Velencét, Padovát és Milánót; e helyekről küldött leveleinek egy részét az akkori magyar lapok közölték. Másfél évet töltött ott nélkülözés és tanulmány, szenvedés és gyönyör közt.
1843-ban került a pesti Nemzeti Színházba, karénekesként.
Már 1840-től foglalkozott zeneszerzéssel, ő volt Petőfi Sándor verseinek első megzenésítője és számos népies műdal szerzője. Legnagyobb sikerét Vörösmarty Mihály Szózat című versének megzenésítésével aratta, amelyet 1843. május 10-én mutattak be a Nemzeti Színházban.
Foglalkozott színművek, operaszövegek írásával és fordításával is. Egressy írta a Bátori Mária és az 1844-ben bemutatott Hunyadi László című operák szövegkönyvét, amelyek zenéjét Erkel Ferenc szerezte. Katona József drámáját, a Bánk bánt is átdolgozta, és az opera szövegét nem sokkal halála előtt átadta Erkelnek. Ennek a bemutatójára azonban csak tíz évvel később, 1861. március 9-én került sor.
Részt vett az 1848–49-es szabadságharcban, Kápolnánál meg is sebesült. Felgyógyultáig Borsodba, Csátra vonult vissza, egy jó barátjához, ahol Szent Dávid zsoltárainak, amint a reformátusoknál francia hangzat szerint elfogadták, orgonára tételével foglalkozott. 1849 szeptemberében honvéd főhadnagyként ott volt a komáromi vár védői között. Ott írta meg a Klapka-indulót. A szabadságharc leverése után Klapka György menlevelével szabadult, és visszatért a színpadra.
Összesen 47 zeneművet írt, amelyek közül 35 jelent meg nyomtatásban. Magyarra fordított 50-nél több színdarabot és 19 operaszöveget.
Elhatalmasodó tüdőbetegsége miatt 1851-ben, harminchét évesen halt meg Pesten. Özvegyét König Rózát Csengery Antal vette nőül.

## Dalai
1844-ben dalaival olyan ismert lett országszerte, hogy a „a magyar nóta atyja” megnevezéssel kezdték őt illetni.
| Cím                                | Szövegíró            |
| ---------------------------------- | -------------------- |
| A virágnak megtiltani nem lehet    | Petőfi Sándor        |
| Este későn ne járj hozzám          |                      |
| Ereszkedik le a felhő              | Petőfi Sándor        |
| Ez a világ amilyen nagy            | Petőfi Sándor        |
| Fiúk az isten áldjon meg           | Petőfi Sándor        |
| Hegedűszó, furulyaszó, cimbalom    | Petőfi Sándor        |
| Hej, huj, magyar ember             | Vahot Imre           |
| Hull a levél a fáról               | Petőfi Sándor        |
| Juhász a hegy oldalán              | Erdélyi Gyula        |
| Juhászlegény, szegény juhászlegény | Petőfi Sándor]       |
| Kis szekeres, nagy szekeres        |                      |
| Kis furulyám szomorúfűz ága        | Petőfi Sándor        |
| Klapka-induló                      | Thaly Kálmán         |
| Kossuth-nóta (vitatott)            | Balkányi Szabó Lajos |
| Mi füstölög ott a síkon            | Gaál József          |
| Ne menj rózsám a tarlóra           | Kisfaludy Károly     |
| Télen-nyáron pusztán az én lakásom | Tompa Mihály         |

## Emlékezete

Egressy Béni Művelődési Központ, Kazincbarcika

- Egressy Béni Művelődési Központ, Kazincbarcika
- Mellszobor, Kazincbarcika
- Falfestmény, Kazincbarcika
- Kazincbarcika, Egressy Béni út[4]
- Szülőházán emléktábla (1994), Kazincbarcika
- Mellszobor (1989), Simontornya
- Családi emléktábla (1988), Sajókápolna
- Emléktábla a református iskola falán (1933), Mezőcsát
- Hősök Kertje emléktábla (2009), Ónod
- Emléktábla Budapesten
- Egressy Béni Zeneművészeti Szakközépiskola és Gimnázium, Budapest, XXI. kerület
- Révkomárom, Emléktábla (2001)
- Révkomárom, egészalakos szobor (2018)
- Egressy Béni Városi Művelődési Központ, Révkomárom (2020)
- Komárom, Egressy Béni utca
- Komáromi Egressy Béni Alapfokú Művészeti Iskola
- A Jeles magyarok postabélyeg-sorozatban: 200 éve született Egressy Béni (2014)
- Egressy Béni Általános Iskola, Gyöngyös (1966)
- Egressy Béni Zeneiskola, Miskolc
- Egressy Béni emléktábla, Miskolc (2014, Papszer 1.)
- 2006 Szepsi, szobor[5]

## Képgaléria

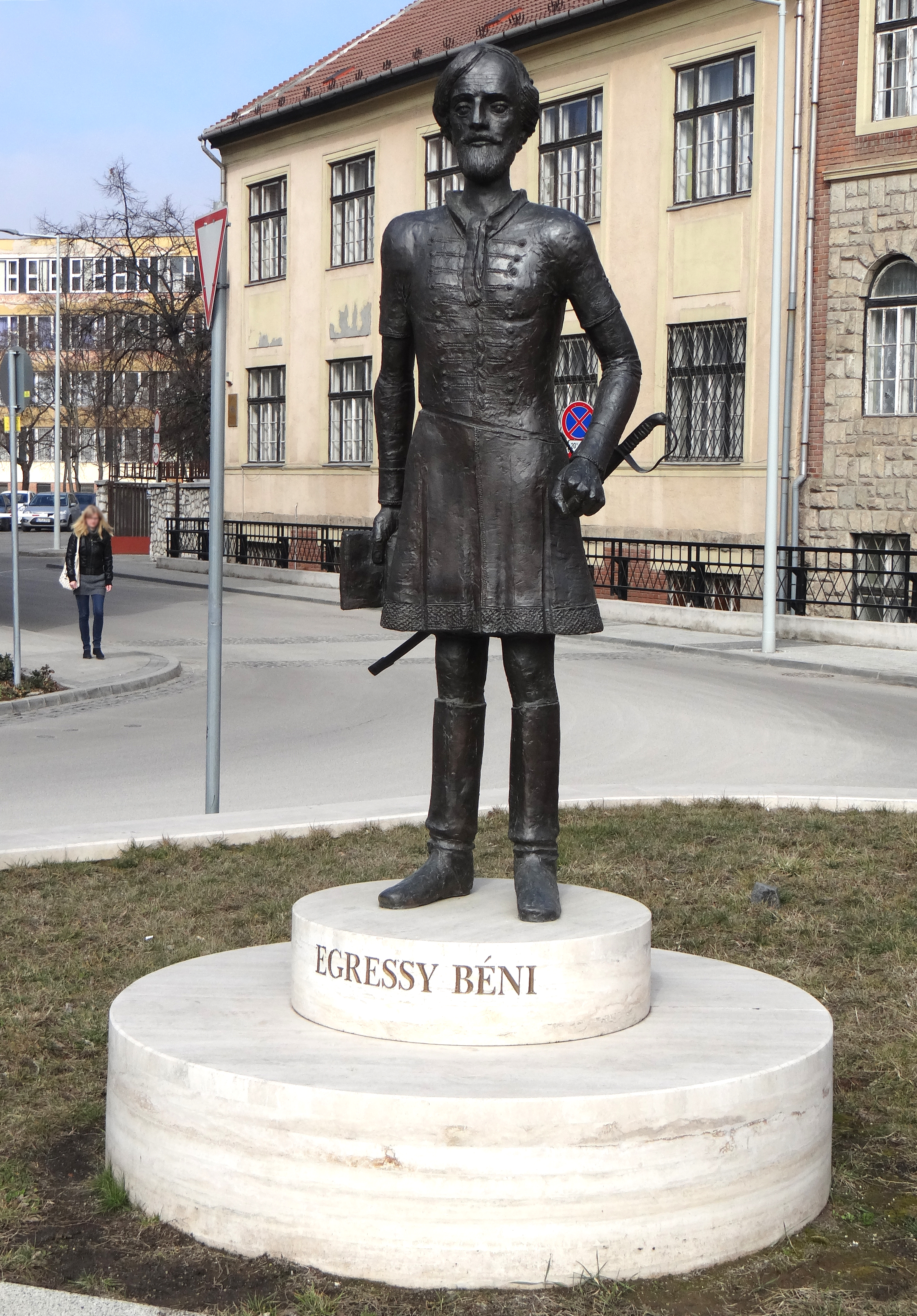
Kő Pál: Egressy Béni (Miskolc, 2016)
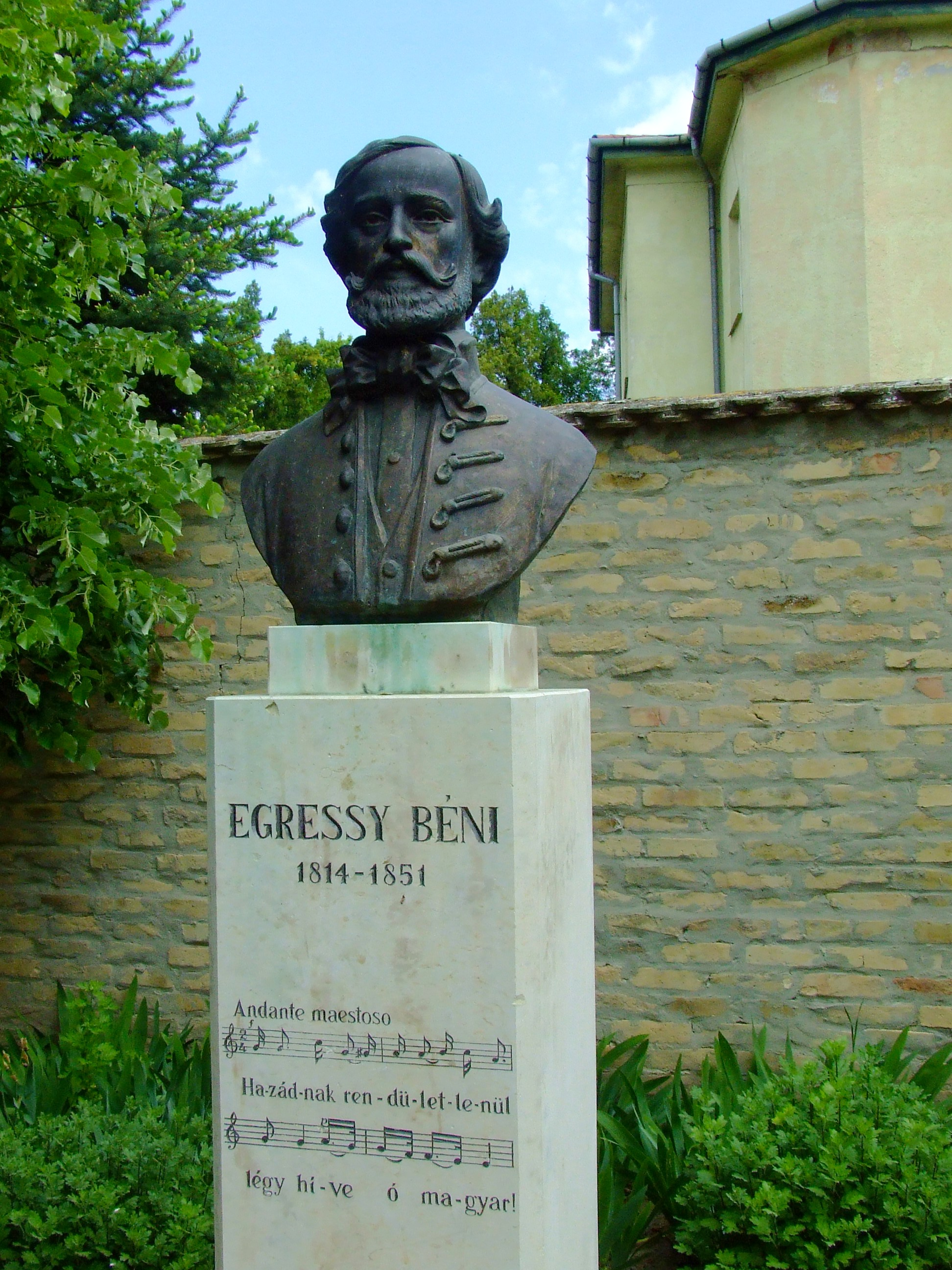
Simontornya
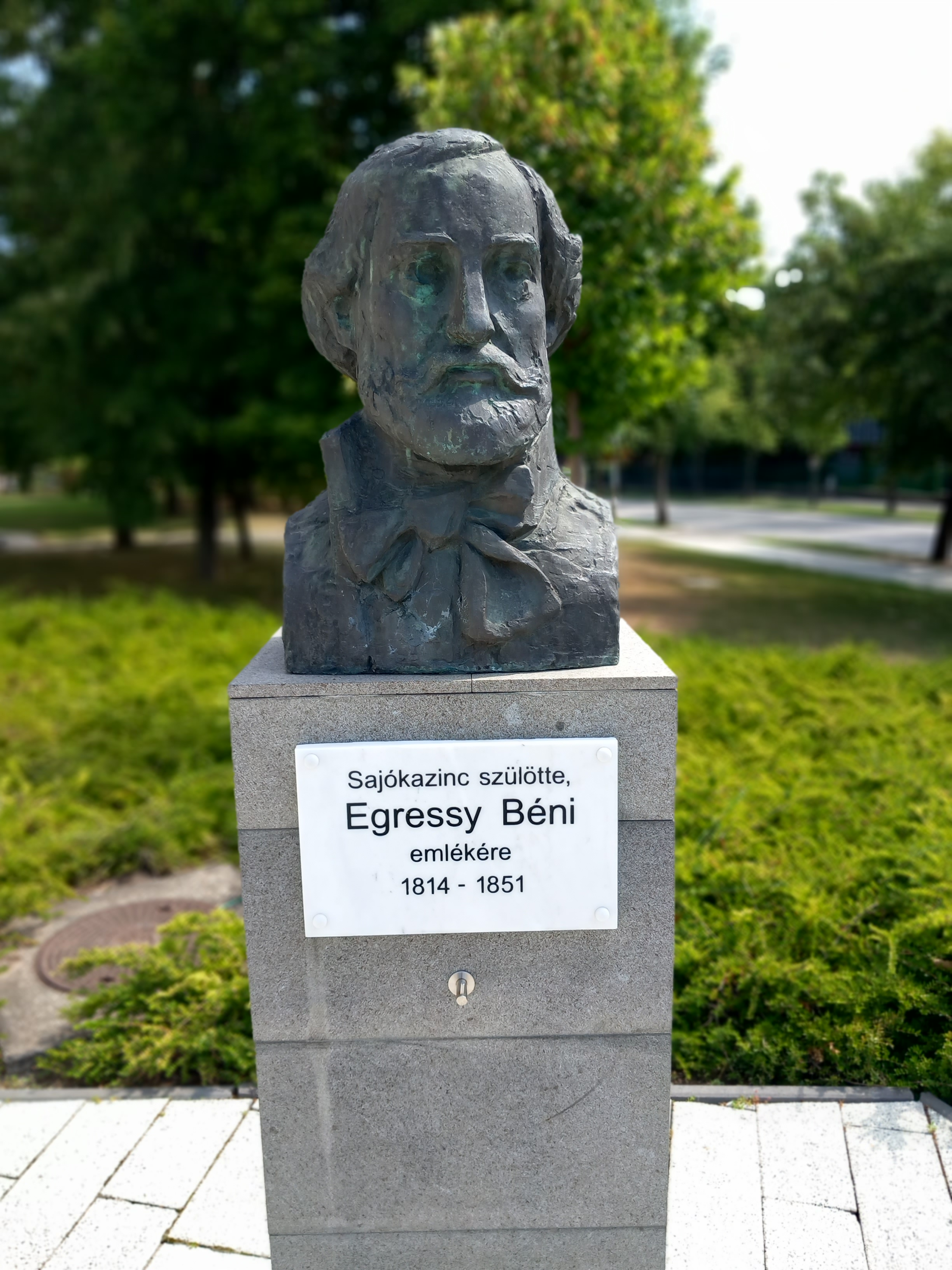
Nagy István János alkotása: Egressy Béni mellszobra szülőhelyén
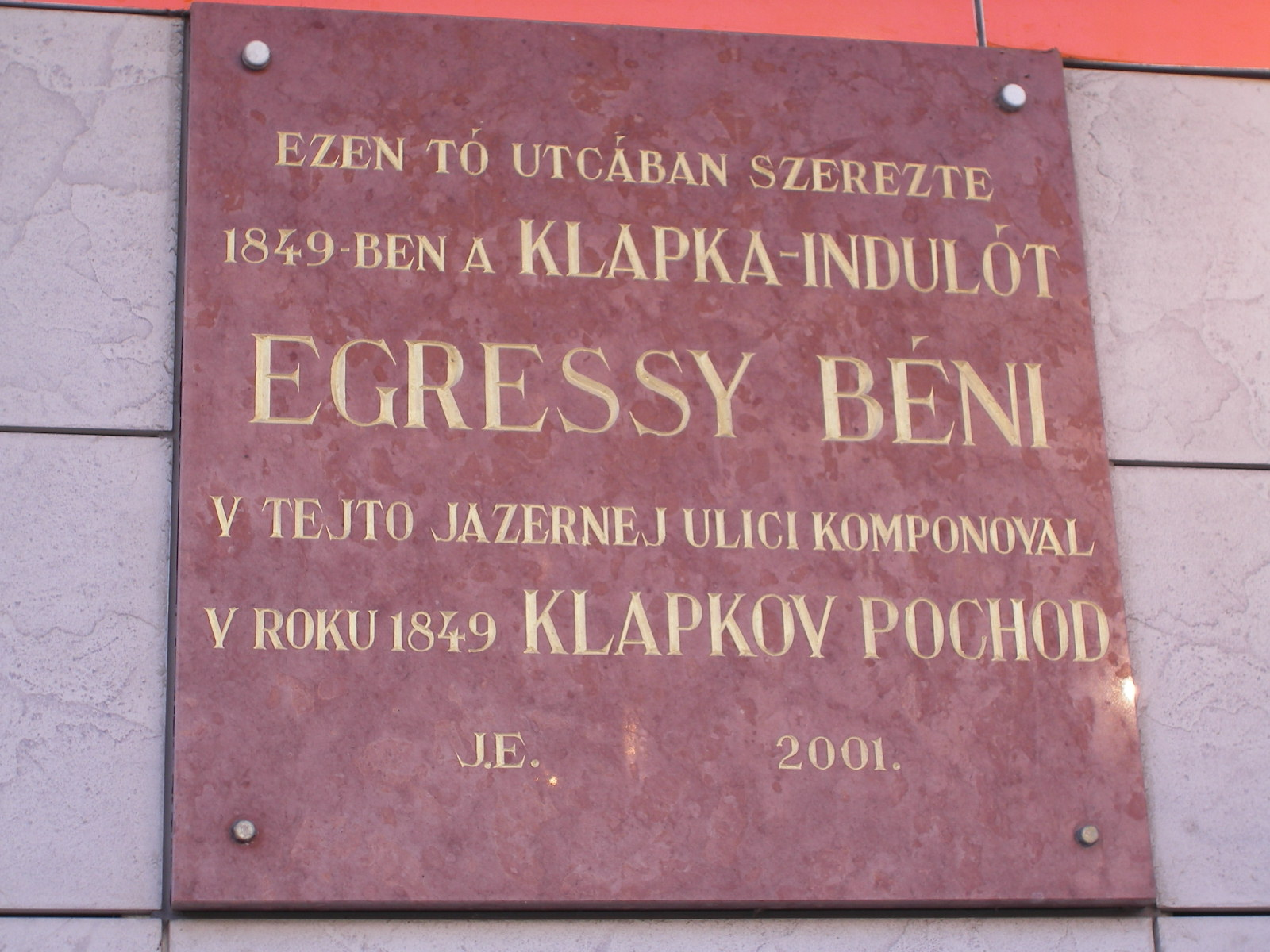
Révkomárom
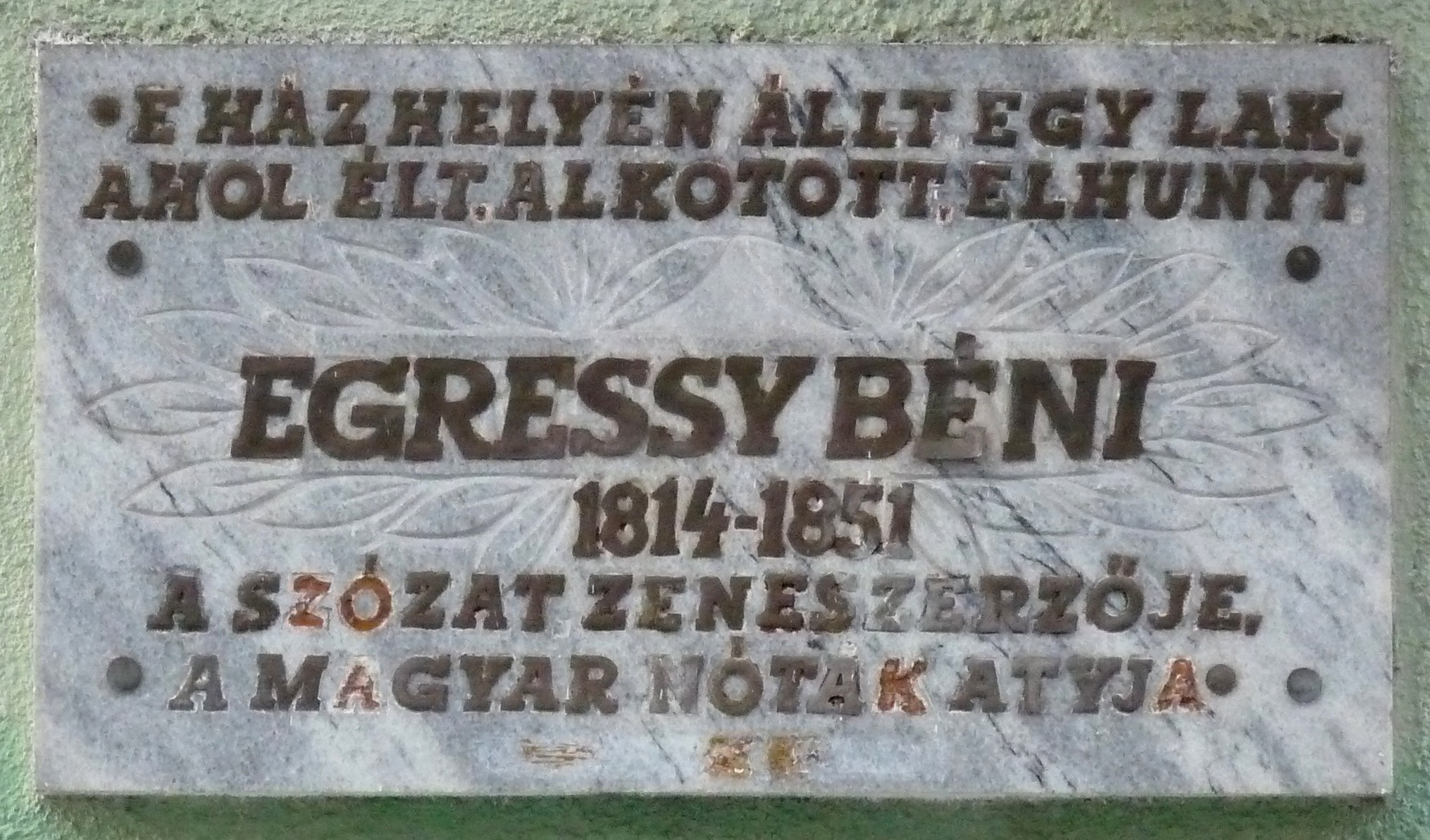
Budapest
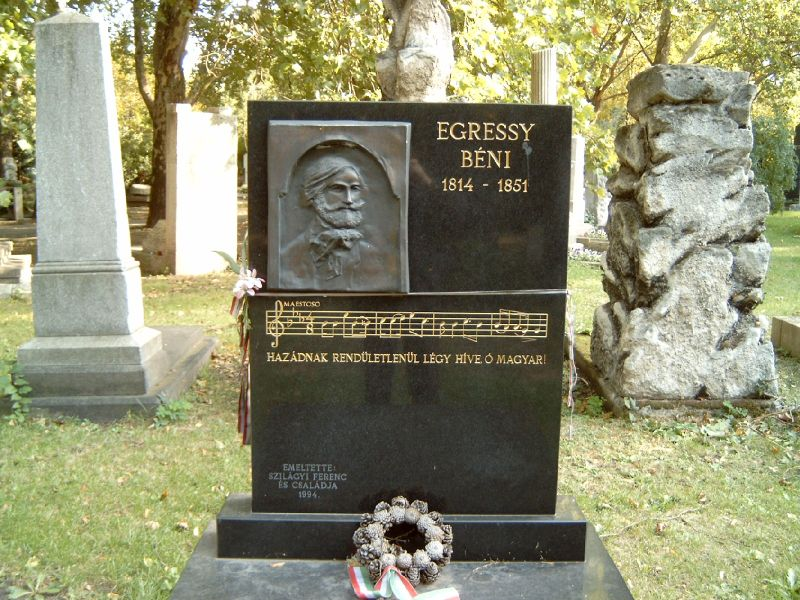
Sírja Budapesten. Kerepesi temető: 34/1-1-26. Jánosi András alkotása
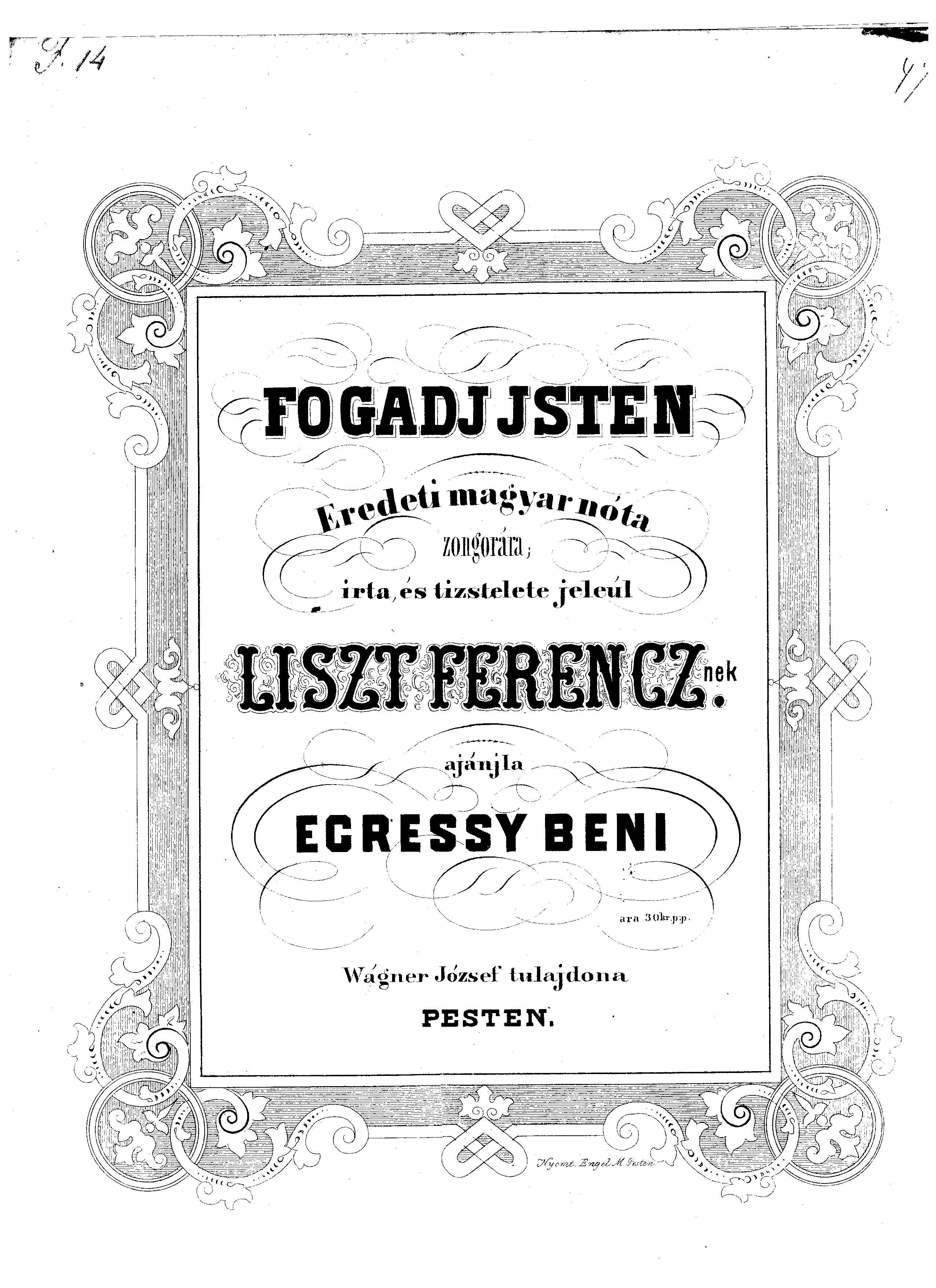
Fogadj Isten – Liszt Ferencnek ajánlott darabja
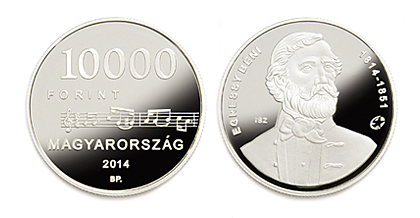
Egressy Béni emlékpénzérme, 2014, tervező: ifj. Szlávics László
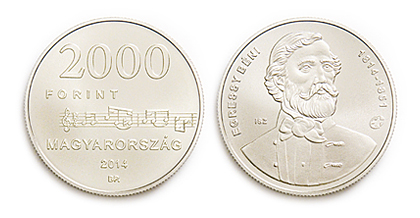
Egressy Béni emlékpénzérme, 2014, tervező: ifj. Szlávics László
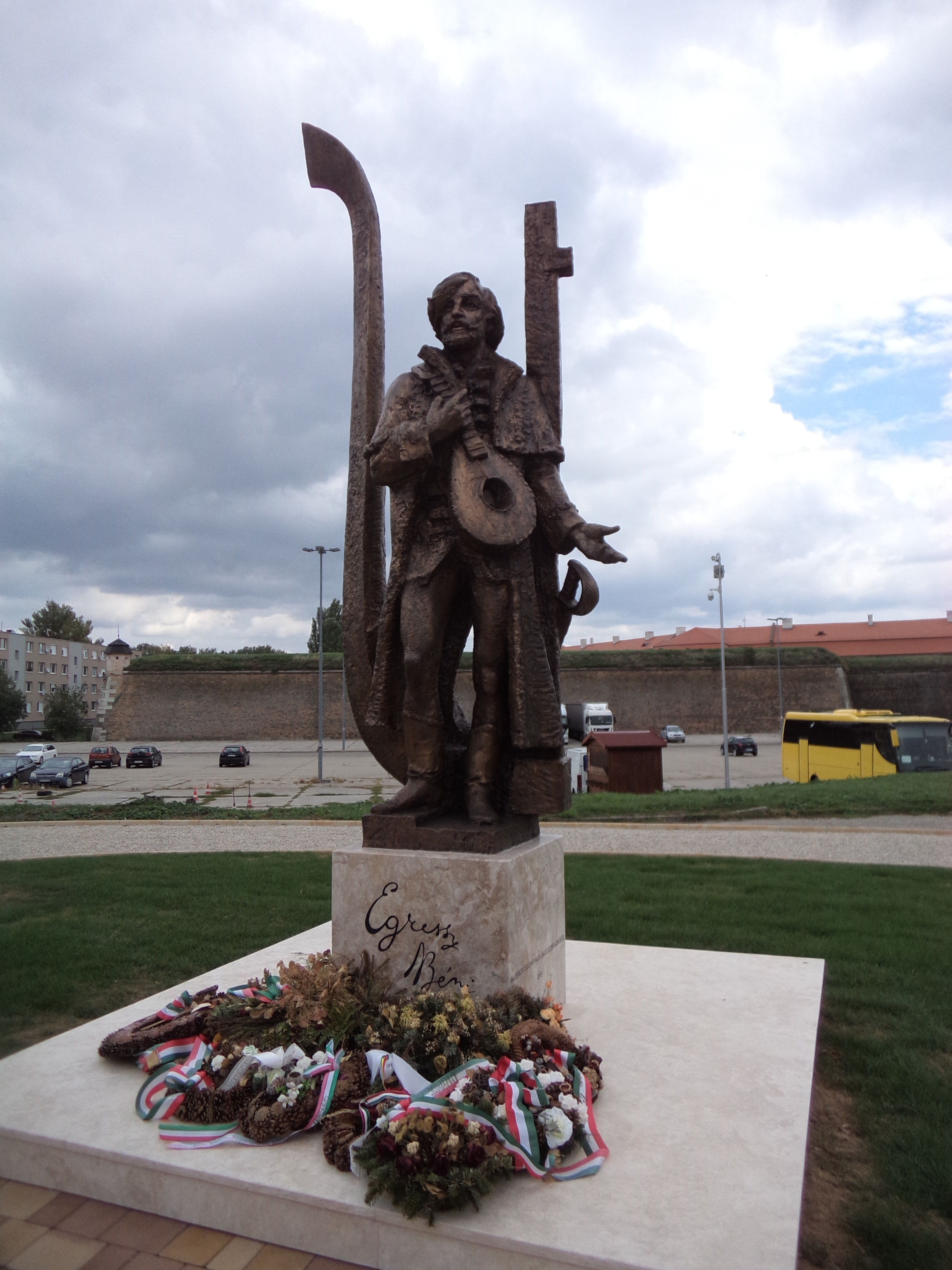
Révkomárom, 2018